# Cell Stress & Chaperones
Cell Stress & Chaperones is een internationaal, aan collegiale toetsing onderworpen wetenschappelijk tijdschrift op het gebied van de celbiologie.
De naam wordt in literatuurverwijzingen meestal afgekort tot Cell Stress Chaperones.
Het wordt uitgegeven door Springer Science+Business Media namens de Cell Stress Society International en verschijnt 6 keer per jaar.